# Interdicción aérea
La interdicción aérea es el uso de aeronaves como plataformas aéreas de lanzamiento, para atacar objetivos tácticos de superficie más allá del alcance visual BVR (Beyond Visual Range). Difiere de apoyo aéreo cercano porque no apoya directamente operaciones terrestres y no está coordinado con unidades de tierra. A diferencia del bombardeo estratégico, la interdicción aérea no es una misión aérea independiente; su propósito final es mayormente ayudar a las operaciones terrestres propias, que derrotar las fuerzas enemigas por el poderío aéreo únicamente. La noción de interdicción proviene de la jerga legal y hace referencia a la capacidad para inhabilitar a terceros. 

## Trasfondo
La interdicción aérea es una misión clave que ha sido llevada a cabo desde la Primera Guerra Mundial por virtualmente todas las fuerzas aéreas. En esa guerra, el objetivo era aislar el campo de batalla mediante el ametrallamiento y bombardeo de las líneas de suministro enemigas. Los blancos preferidos eran las líneas de ferrocarril, los puentes y convoyes de camiones. Dado el estado primitivo de la aviación y la tecnología de armamentos de la época, así como la naturaleza subdesarrollada de las doctrinas aéreas, las misiones de interdicción aérea en la Primera Guerra Mundial fueron de utilidad escasa.

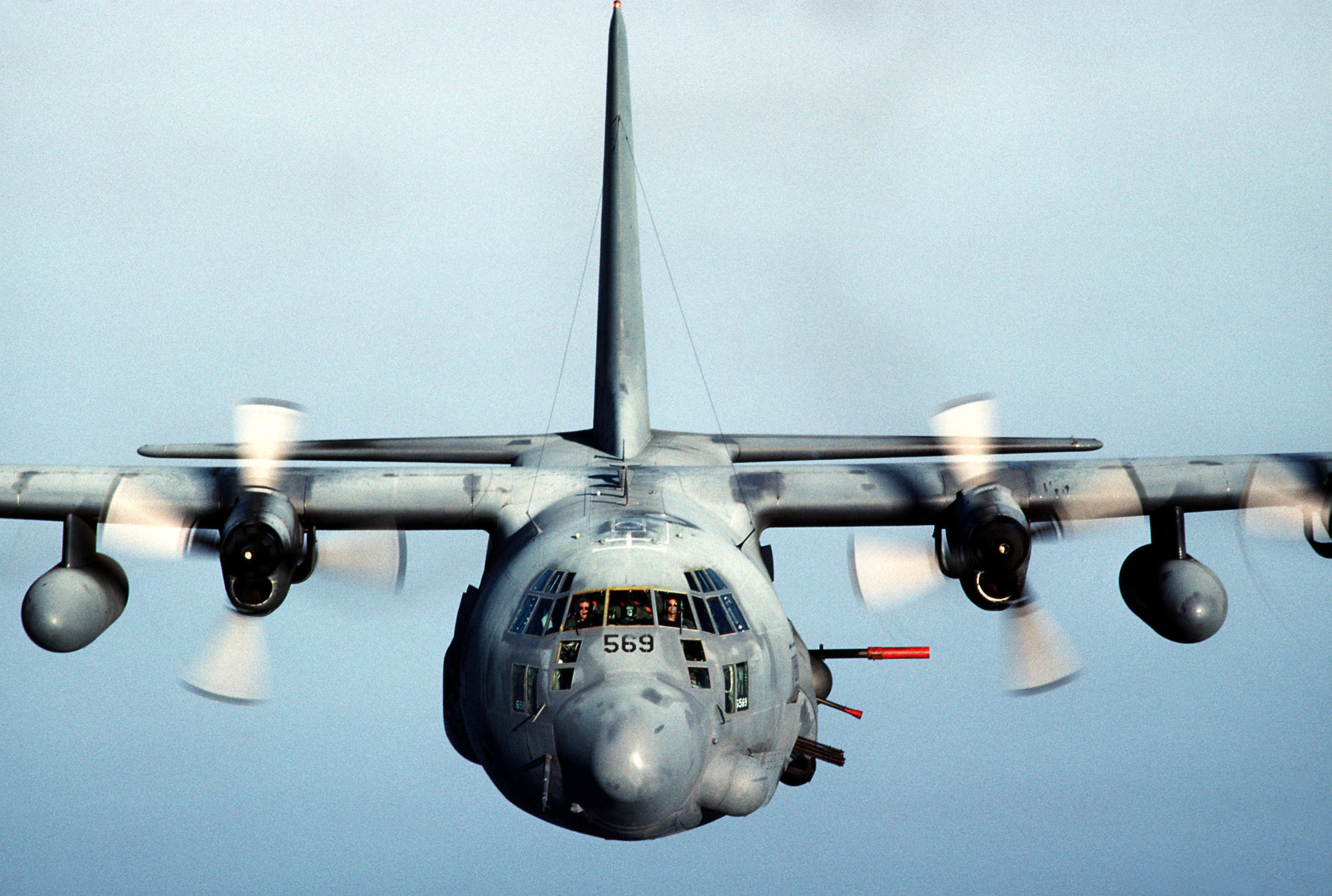
AC-130H Spectre cerca de Hurlburt Field, Florida. Está diseñado especialmente para realizar misiones de interdicción aérea.

No obstante, las potencialidades de la interdicción aérea quedaron establecidas, y durante la Segunda Guerra Mundial una vez más se convirtió en una misión importante de las fuerzas aéreas. Aunque las operaciones de interdicción aérea se llevaron a cabo en todos los teatros de operaciones, las más extensivamente analizadas fueron aquellas donde los Estados Unidos y el Reino Unido las emplearon contra las fuerzas del Eje. Específicamente, los Aliados lanzaron esfuerzos importantes de interdicción aérea en las campañas de África del Norte, Italia y Normandía. Las características de esas tres campañas eran marcadamente diferentes en términos de condiciones del tiempo, el terreno, la infraestructura de suministros y medios de transporte del enemigo y la disponibilidad de inteligencia con relación al enemigo. Como consecuencia directa de esto, el resultado era también diferente. El mayor éxito se logró en los terrenos desérticos de África del Norte, donde las fuerzas del Eje dependían grandemente de convoyes marítimos a través del Mediterráneo que eran visibles y fáciles de atacar. La campaña italiana por el contrario, se caracterizaba por un terreno montañoso, malas condiciones climáticas, y líneas de aprovisionamiento alemanas más cortas. Los diferentes resultados obtenidos en estas dos campañas le enseñaron a los planificadores aéreos varias lecciones importantes.
La interdicción aérea ha continuado jugando un papel principal en los conflictos desde la Segunda Guerra Mundial. Fue usada extensivamente en Korea, Vietnam, Irak y Serbia, tanto como en las guerras de Israel y los Países Árabes en el Medio Oriente. Una vez más, las diferentes condiciones locales y las restricciones políticas tuvieron un enorme efecto en la forma en que fue empleada la interdicción aérea, y en el grado de éxito alcanzado.
En Vietnam, por ejemplo, la campaña de interdicción estratégica conocida como Trueno Rodante(1965-1968) fue mayormente un fracaso. El denso terreno selvático, la pobre inteligencia acerca de los movimientos del enemigo y las restricciones políticas acerca de los blancos a golpear hizo que los esfuerzos de interdicción aérea de EE. UU fuesen mayormente fútiles. El flujo de suministros y refuerzos desde Vietnam del Norte a sus unidades en el Sur nunca fue seriamente afectado. En contraste, los esfuerzos de interdicción aérea de la coalición durante la Guerra del Golfo(1991) resultaron extremadamente exitosos en aislar a las unidades iraquíes de la línea del frente de sus bases en la retaguardia. La inteligencia, en su mayor parte obtenida desde el espacio y de sensores aéreos, dio un retrato inusualmente claro de las posiciones enemigas, mientras que el terreno desértico facilitaba las operaciones de interdicción aérea.

## Lecciones Aprendidas
Al revisar los esfuerzos de interdicción aérea realizados durante el Siglo XX, es posible identificar varios factores que tienen impacto en su resultado
- Primero, la superioridad aérea es esencial para que la interdicción aérea pueda dar resultados puesto que permite una mejor identificación y ataque a las fuerzas enemigas y sus líneas de suministro y al mismo tiempo el avión atacante se enfrenta a menos riesgos.
- Segundo, la inteligencia concerniente a la disposición del enemigo, sus movimientos, almacenes e intenciones es crucial. En la campaña de África del Norte, por ejemplo, el que los Aliados tuviesen a Ultra les dio un cuadro definido del trasiego de buques del Eje por el Mediterráneo. En contraste, en Vietnam, los Estados Unidos tenían muy poca comprensión de las actividades del Vietcong y de los norvietnamitas.
- Tercero, las condiciones climáticas y el terreno tienen un impacto decisivo en el éxito o el fracaso de la interdicción aérea. Un factor importante es la habilidad de llevar a cabo la interdicción de noche o bajo condiciones atmosféricas adversas, pues esas condiciones ayudan al movimiento clandestino de fuerzas y suministros.
- Cuarto, las operaciones de interdicción deben ser persistentes. Si se le permite al enemigo un respiro, él se reabastecerá y almacenará, haciendo que la interdicción aérea sea inefectiva.
- Quinto, los planificadores aéreos deben proponerse objetivos realizables. Es virtualmente imposible aislar totalmente el campo de batalla. Algo siempre se filtrará, y eso será suficiente para sostener al enemigo. Por ejemplo, incluso si el 95 por ciento de todos los suministros a las fuerzas del Eje en Italia durante la Segunda Guerra Mundial fueron interrumpidos, ellos aún pasaron material suficiente para que las fuerzas del Eje pudieran llevar a cabo operaciones defensivas.
- El sexto factor está relacionado con lo mismo y es quizá el más importante: existe una relación simbiótica entre las fuerzas aéreas y las de tierra en una campaña de interdicción aérea exitosa. Un enemigo que no es molestado y está estacionario consume menos recursos, al mismo tiempo que presenta menos blancos. Si, por el contrario, las fuerzas enemigas están siendo constantemente hostigadas y hechas salir de sus posiciones defensivas por nuestras fuerzas, ellas consumirán más recursos, en especial combustible y municiones, mientras que se exponen más al ataque aéreo.

## Ejemplos de operaciones de Interdicción
- Operación Strangle — Empleó ataques de P-47 Thunderbolt para destruir las líneas férreas del Eje en Italia.
- Los ataque a la logística del Eje en Francia en preparación de la Operación Overlord.
- Ataques sobre la Ruta Ho Chi Minh que se extendieron a lo largo del conflicto de Vietnam
- Operación Linebacker conducida por la Séptima Fuerza Aérea de los Estados Unidos en Vietnam.
- Campaña aérea durante la operación Tormenta del Desierto